# Urawa Red Diamonds 1999
Questa voce raccoglie le informazioni riguardanti gli Urawa Red Diamonds nelle competizioni ufficiali della stagione 1999.

## Maglie e sponsor
Sponsor tecnico (Puma) e ufficiale (Mitsubishi Motors) vengono confermati.
| Manica sinistra · Maglietta · Maglietta · Manica destra · Pantaloncini · Calzettoni | Manica sinistra · Maglietta · Manica destra · Pantaloncini · Calzettoni |  |

## Rosa
| N. |                       | Ruolo | Calciatore         |
| -- | --------------------- | ----- | ------------------ |
| 1  | Giappone (bandiera)   | P     | Hisashi Tsuchida   |
| 2  | Giappone (bandiera)   | D     | Nobuhisa Yamada    |
| 3  | Giappone (bandiera)   | D     | Tsutomu Nishino    |
| 4  | Giappone (bandiera)   | C     | Masaki Tsuchihashi |
| 5  | Italia (bandiera)     | D     | Giuseppe Zappella  |
| 6  | Jugoslavia (bandiera) | C     | Željko Petrović    |
| 7  | Giappone (bandiera)   | A     | Masayuki Okano     |
| 8  | Giappone (bandiera)   | C     | Shinji Ono         |
| 9  | Giappone (bandiera)   | A     | Masahiro Fukuda    |
| 10 | Giappone (bandiera)   | C     | Yasushi Fukunaga   |
| 11 | Spagna (bandiera)     | C     | Txiki Begiristain  |
| 12 | Giappone (bandiera)   | D     | Atsuo Watanabe     |
| 13 | Giappone (bandiera)   | A     | Kenji Ōshiba       |
| 14 | Giappone (bandiera)   | C     | Nobuyasu Ikeda     |
| 15 | Giappone (bandiera)   | A     | Kōhei Morita       |
| 16 | Giappone (bandiera)   | P     | Yūki Takita        |
| 17 | Giappone (bandiera)   | P     | Tomoyasu Ando      |
| 18 | Giappone (bandiera)   | C     | Osamu Hirose       |
| 19 | Giappone (bandiera)   | D     | Hideki Uchidate    |

| N. |                     | Ruolo | Calciatore         |
| -- | ------------------- | ----- | ------------------ |
| 20 | Giappone (bandiera) | A     | Naoto Sakurai      |
| 21 | Giappone (bandiera) | C     | Toshiya Ishii      |
| 22 | Giappone (bandiera) | D     | Shinji Jōjō        |
| 23 | Giappone (bandiera) | D     | Akihiro Tabata     |
| 24 | Giappone (bandiera) | D     | Takashi Sambonsuge |
| 25 | Giappone (bandiera) | D     | Toru Ojima         |
| 26 | Giappone (bandiera) | D     | Ryūji Kawai        |
| 27 | Giappone (bandiera) | D     | Manabu Ikeda       |
| 28 | Giappone (bandiera) | C     | Katsuyuki Miyazawa |
| 29 | Giappone (bandiera) | C     | Tomoyuki Yoshino   |
| 30 | Giappone (bandiera) | P     | Koji Homma         |
| 30 | Giappone (bandiera) | A     | Yūichirō Nagai     |
| 31 | Giappone (bandiera) | P     | Yōhei Nishibe      |
| 33 | Giappone (bandiera) | D     | Tadashi Nakamura   |
| 34 | Giappone (bandiera) | D     | Ryūji Michiki      |
| 35 | Uruguay (bandiera)  | D     | Fernando Picún     |
| 36 | Giappone (bandiera) | C     | Toru Chishima      |
| 37 | Giappone (bandiera) | D     | Yusuke Nakatani    |

## Statistiche

### Statistiche di squadra
| Competizione           | Punti | Totale | Totale | Totale | Totale | Totale | Totale | DR  |
| Competizione           | Punti | G      | V      | N      | P      | Gf     | Gs     | DR  |
| ---------------------- | ----- | ------ | ------ | ------ | ------ | ------ | ------ | --- |
| J. League Division 1   | 28    | 30     | 8      | 0      | 22     | 39     | 58     | -19 |
| Coppa Yamazaki Nabisco | -     | 4      | 2      | 0      | 2      | 5      | 5      | 0   |
| Coppa dell'Imperatore  | -     | 2      | 1      | 0      | 1      | 3      | 3      | 0   |
| Totale                 |       | 36     | 11     | 0      | 25     | 47     | 66     | -19 |

### Statistiche dei giocatori
| Giocatore   | J. League Division 1 | J. League Division 1 |
| Giocatore   | Presenze             | Reti                 |
| ----------- | -------------------- | -------------------- |
| Begiristain | 16                   | 3                    |
| Fukuda      | 23                   | 13                   |
| Fukunaga    | 14                   | 3                    |
| Hirose      | 13                   | -                    |
| M. Ikeda    | 17                   | 2                    |
| N. Ikeda    | 15                   | 1                    |
| Ishii       | 30                   | -                    |
| Jojo        | 18                   | 1                    |
| Michiki     | 15                   | -                    |
| Miyazawa    | 3                    | 1                    |
| Morita      | 19                   | -                    |
| Nagai       | 12                   | 3                    |
| Nakamura    | 15                   | -                    |
| Nakatani    | 1                    | -                    |
| Nishino     | 9                    | 1                    |
| Okano       | 11                   | -                    |
| Ono         | 14                   | 2                    |
| Oshiba      | 18                   | 2                    |
| Petrović    | 19                   | 1                    |
| Picún       | 4                    | -                    |
| Sakurai     | 4                    | -                    |
| Takita      | 30                   | -                    |
| Takahashi   | 1                    | -                    |
| Tsuchihashi | 18                   | 1                    |
| Uchidate    | 9                    | -                    |
| Watanabe    | 6                    | -                    |
| Yamada      | 29                   | 1                    |
| Yoshino     | 7                    | -                    |
| Zappella    | 18                   | 1                    |